# Centrosema plumieri
Centrosema plumieri là một loài thực vật có hoa trong họ Đậu. Loài này được (Pers.) Benth. miêu tả khoa học đầu tiên.

## Hình ảnh

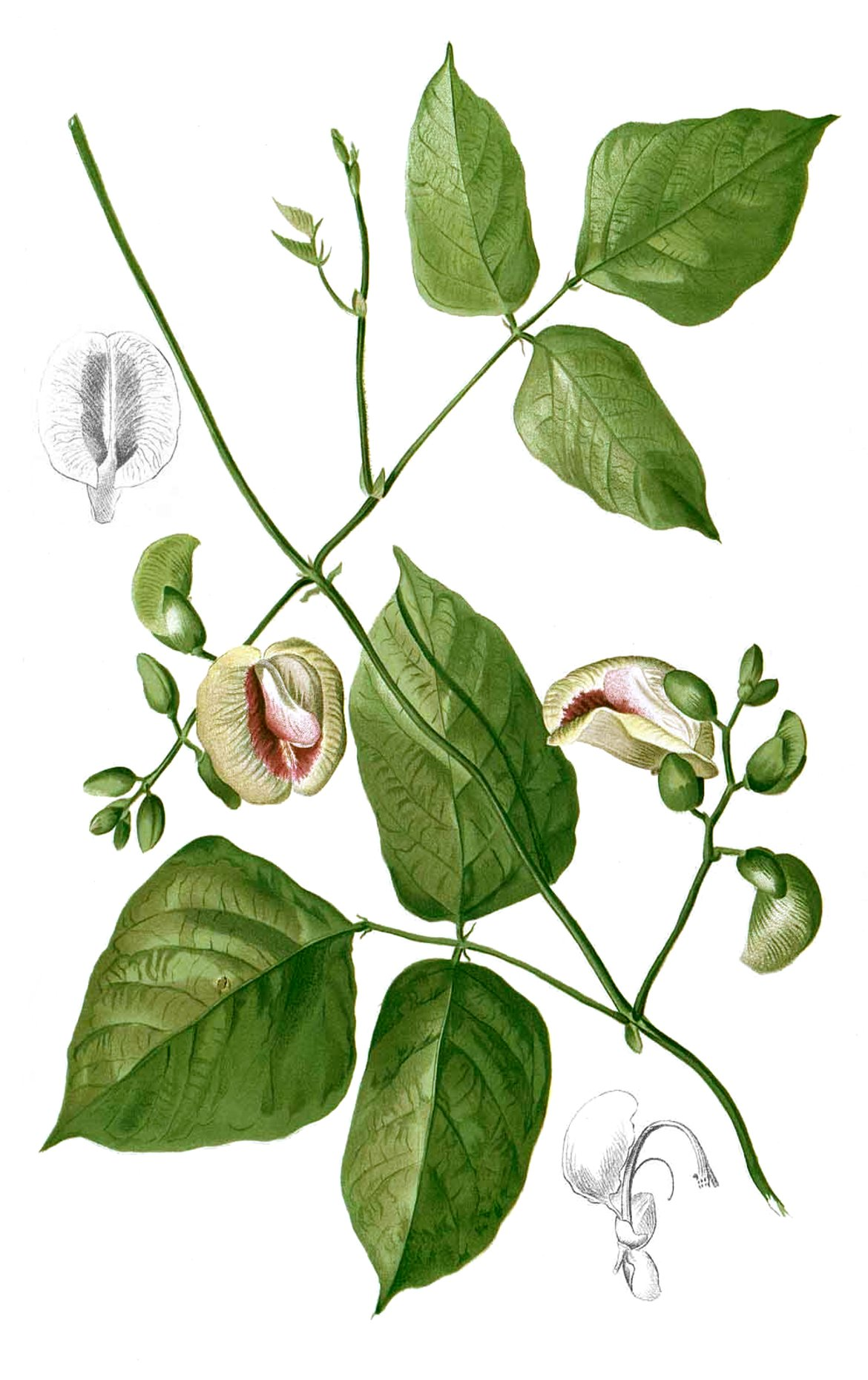
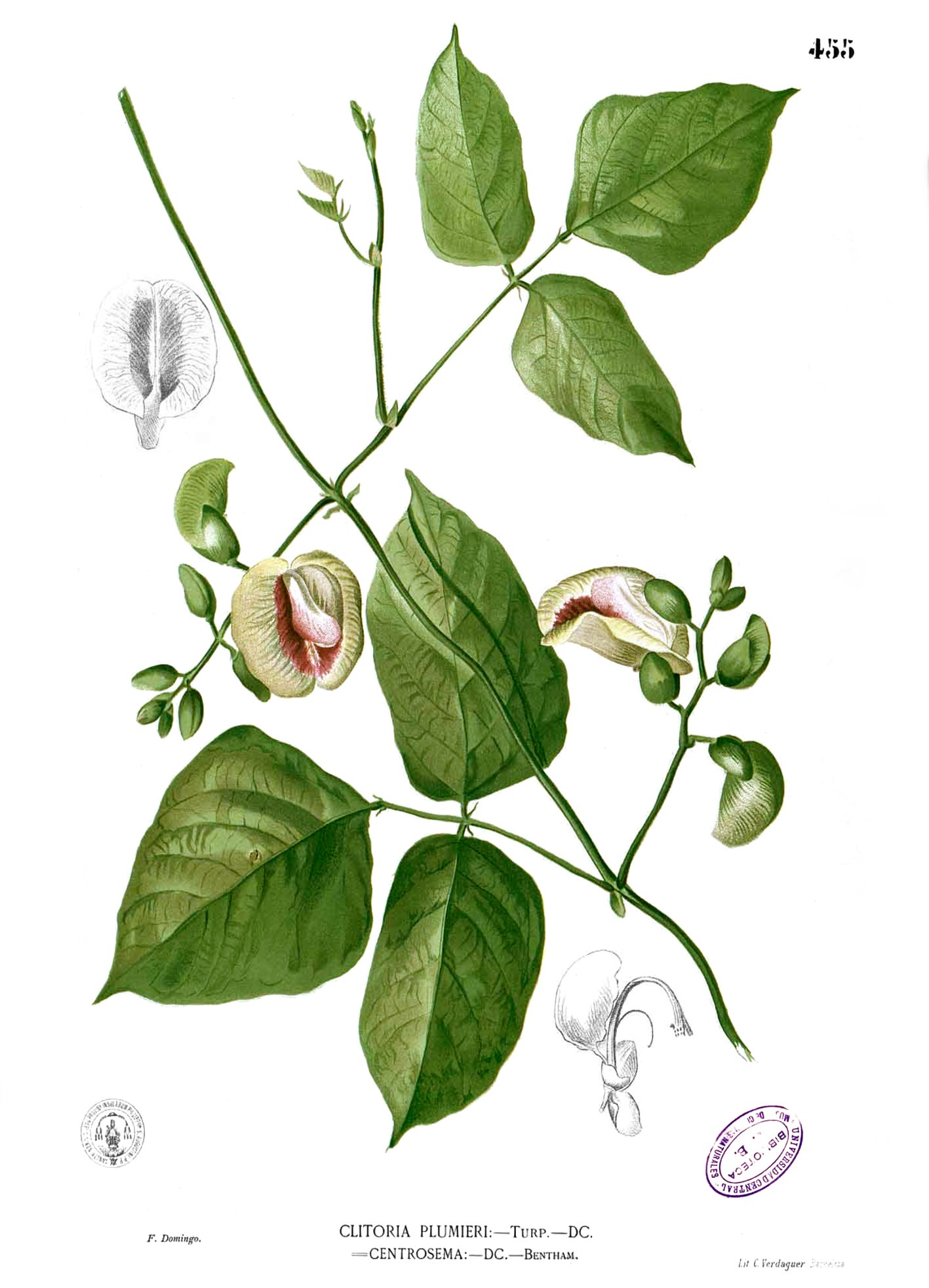
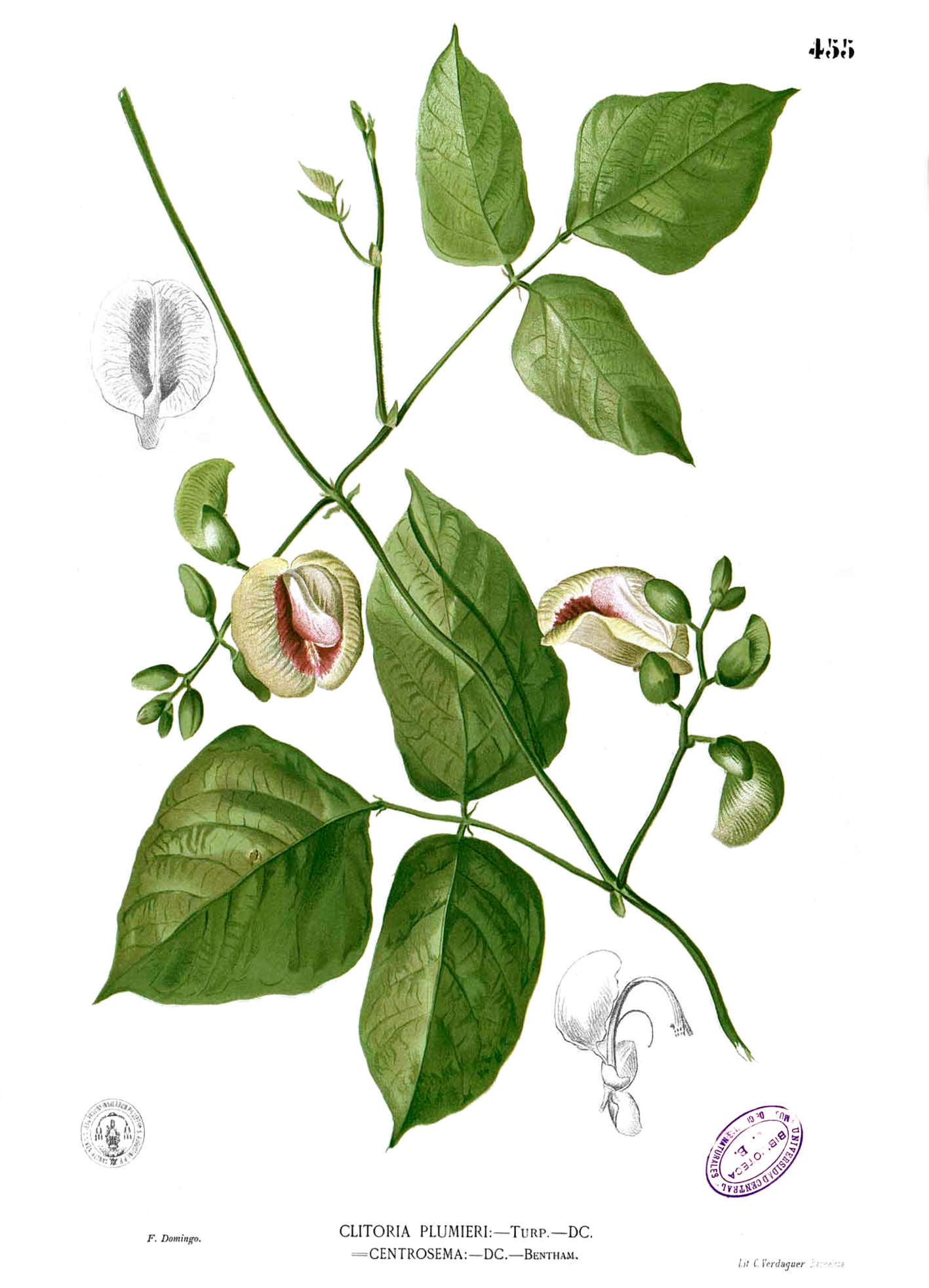